# Megachile albocincta
Megachile albocincta är en biart som beskrevs av Radoszkowski 1874. Megachile albocincta ingår i släktet tapetserarbin, och familjen buksamlarbin. Inga underarter finns listade i Catalogue of Life.